# Coilus
Coilus was volgens de legende zoals beschreven door Geoffrey van Monmouth, koning van Brittannië gedurende de Romeinse bezetting. Hij was de zoon van Marius.
Van alle autochtone koningen van Brittannië was Coilus het meest Rome-gericht. Hij werd opgevoed in Rome, en steunde hun aanwezigheid in Brittannië. Gedurende zijn regering (97 - 137 n.Chr.) betaalde hij trouw de voorgeschreven belastingen. Hij werd opgevolgd door zijn enige zoon, Lucius.